# Брюнофф, Жан де
Жан де Брюно́фф (фр. Jean de Brunhoff; 9 декабря 1899, Париж — 16 октября 1937, Монтана) — французский писатель и художник, создатель серии книжек-картинок о слоне Бабаре, получившей мировую известность. После ранней смерти де Брюноффа серию продолжил его сын Лоран.

## Биография и творчество
Жан де Брюнофф родился в 1899 году в Париже. Он был младшим из четверых детей парижского издателя Мориса де Брюнофф и его жены Маргерит. Учился в протестантских школах, включая престижную École alsacienne. В 1917 году поступил на филологический факультет Сорбонны, однако в 1918 году был мобилизован на фронт. После войны обучался живописи в Школе изящных искусств Ренна и в академии Гранд-Шомьер у Отона Фриеза; писал портреты, пейзажи и натюрморты.
В 1924 году Жан женился на Сесиль Сабуро, пианистке, выпускнице Нормальной школы музыки. У них родились трое сыновей: Лоран (1925), Матьё (1926) и Тьерри (1934). Летом 1930 года, когда семья отдыхала в Шесси, Сесиль рассказала Лорану и Матьё придуманную ею сказку, главным героем которой был маленький слонёнок-сирота. Сказка так понравилась детям, что отец решил записать её и проиллюстрировать. Именно Жан дал слонёнку имя Бабар; он также существенно развил и дополнил первоначальный сюжет. В первой книге, получившей название «История Бабара» (L’Histoire de Babar), мать слонёнка убивает охотник, после чего он убегает из леса в город, поселяется у пожилой дамы и учится жить как люди. Впоследствии Бабар возвращается в лес, женится на кузине Селестине и становится королём слонов. Когда в 1931 году книга была опубликована издательством Jardin des Modes, Сесиль отказалась от соавторства и не принимала участия в создании последующих историй о Бабаре.
За первой книжкой о Бабаре последовали ещё шесть: «Король Бабар» (Le Roi Babar, 1933), «Азбука Бабара» (ABC de Babar, 1934) и др. Они имели большой успех, в том числе благодаря большому формату как самих книг, так и иллюстраций, часто занимавших весь разворот (что в то время было новшеством). Яркие акварельные краски в сочетании с простотой рисунка и продуманностью композиции создавали весёлое, праздничное настроение. По словам Мориса Сендака, творения Жана де Брюноффа «навсегда изменили облик иллюстрированной книги».
В начале 1930-х годов у де Брюноффа диагностировали туберкулёз позвоночника. В 1937 году, в возрасте тридцати семи лет, он умер и был похоронен на кладбище Пер-Лашез. Последние две книжки о Бабаре были изданы посмертно.
После смерти Жана де Брюноффа серию книг о Бабаре продолжил его сын Лоран, в детстве любивший наблюдать за работой отца. Его работы часто считают уступающими по уровню работам Жана, однако Лорану де Брюноффу удалось не просто продлить жизнь персонажа, созданного отцом, но и, без радикальных перемен стиля, сделать его близким последующим поколениям.
Книги о Бабаре переводились на множество языков (первый русскоязычный перевод вышел в 1993 году); предисловие к британскому изданию написал А. А. Милн. По ним сняты многочисленные мультфильмы и мультсериалы. В 1940 году Франсис Пуленк создал по мотивам «Истории Бабара» одноимённую композицию (Histoire de Babar le petit éléphant) для рассказчика и фортепиано. Бабар остаётся популярным как во Франции, так и за рубежом; его называют «самым детским персонажем на свете», «универсальным символом детства». Сильвен Тессон писал о феномене Бабара: «Отец и сын Брюнофф гениальны тем, что из самого громоздкого среди земных млекопитающих создали воплощение деликатности». Для Мишеля Пастуро важно то, что Бабар «…нисколько не напоминает персонажей из фильмов Уолта Диснея, суетливых, а порой и вульгарных. Он совсем другой — толстый, серый, добродушный, честный, малоразговорчивый».
Оригиналы работ Жана де Брюноффа хранятся в Национальной библиотеке Франции и нью-йоркской Библиотеке Моргана. В 2011 году, в честь восьмидесятилетнего юбилея Бабара, в Национальной библиотеке и в Музее декоративного искусства прошли посвящённые ему выставки. В Шесси, где «родился» Бабар, именем Жана де Брюноффа названа площадь (Place Jean de Brunhoff).

Страницы первого издания «Истории Бабара» (1931)
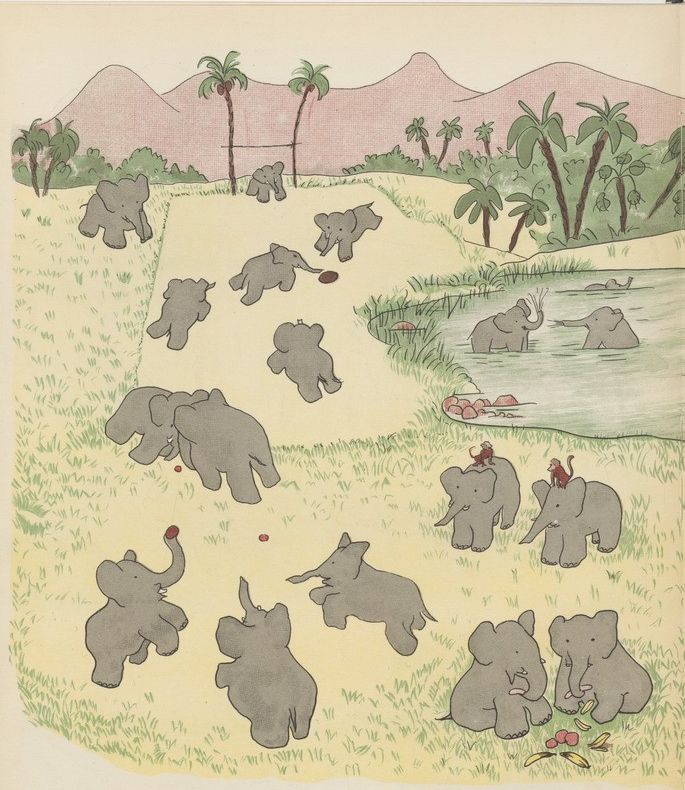
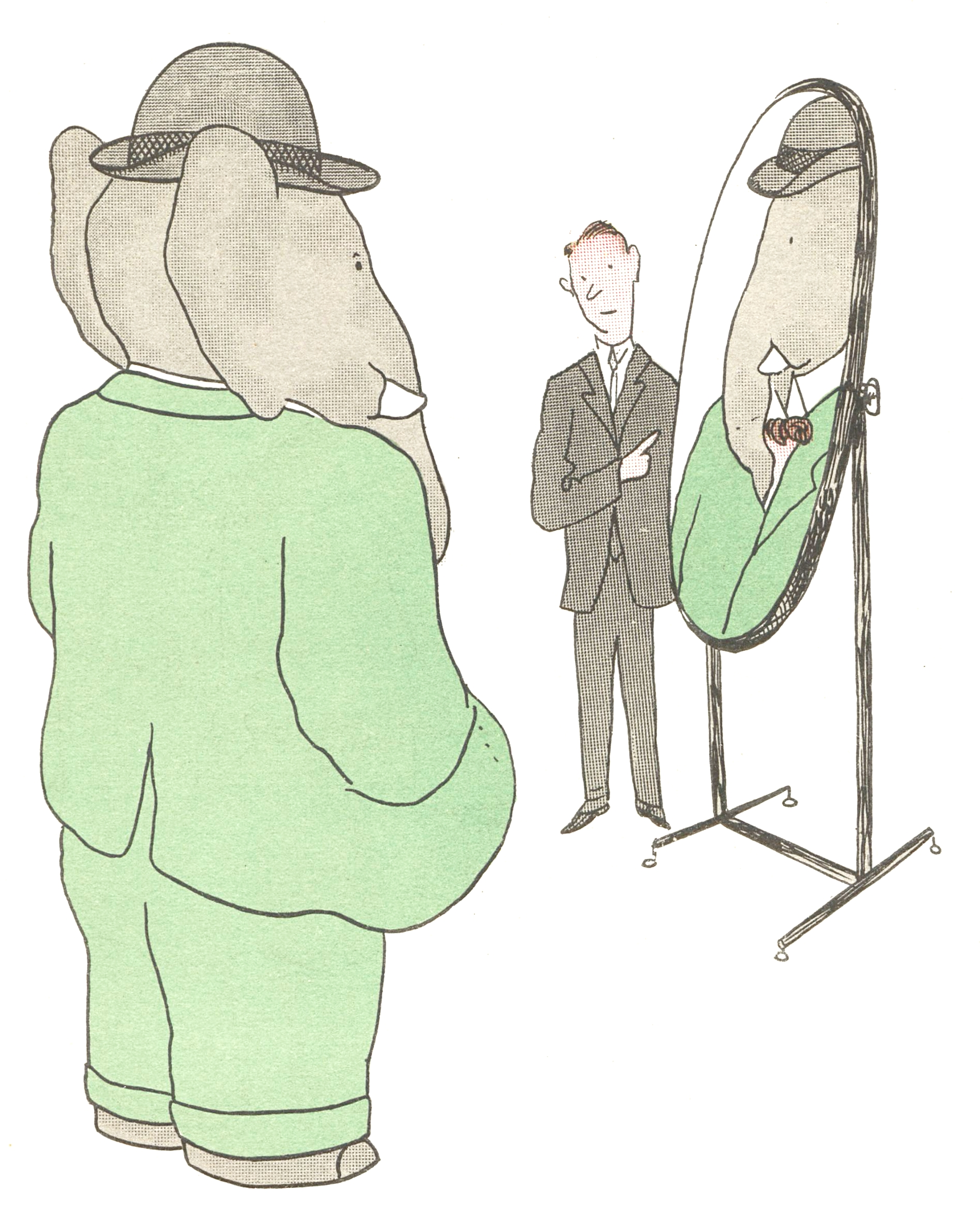
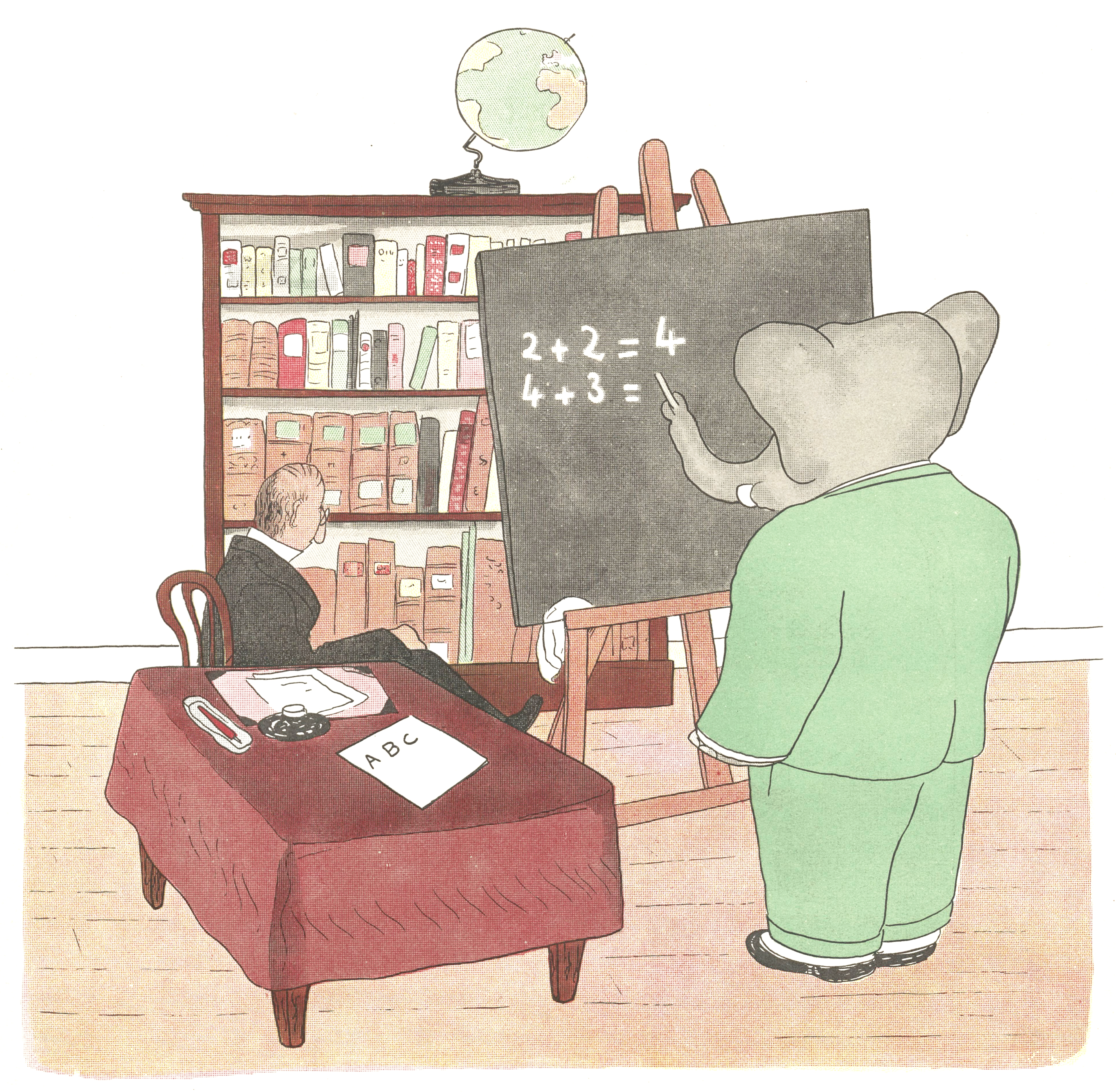
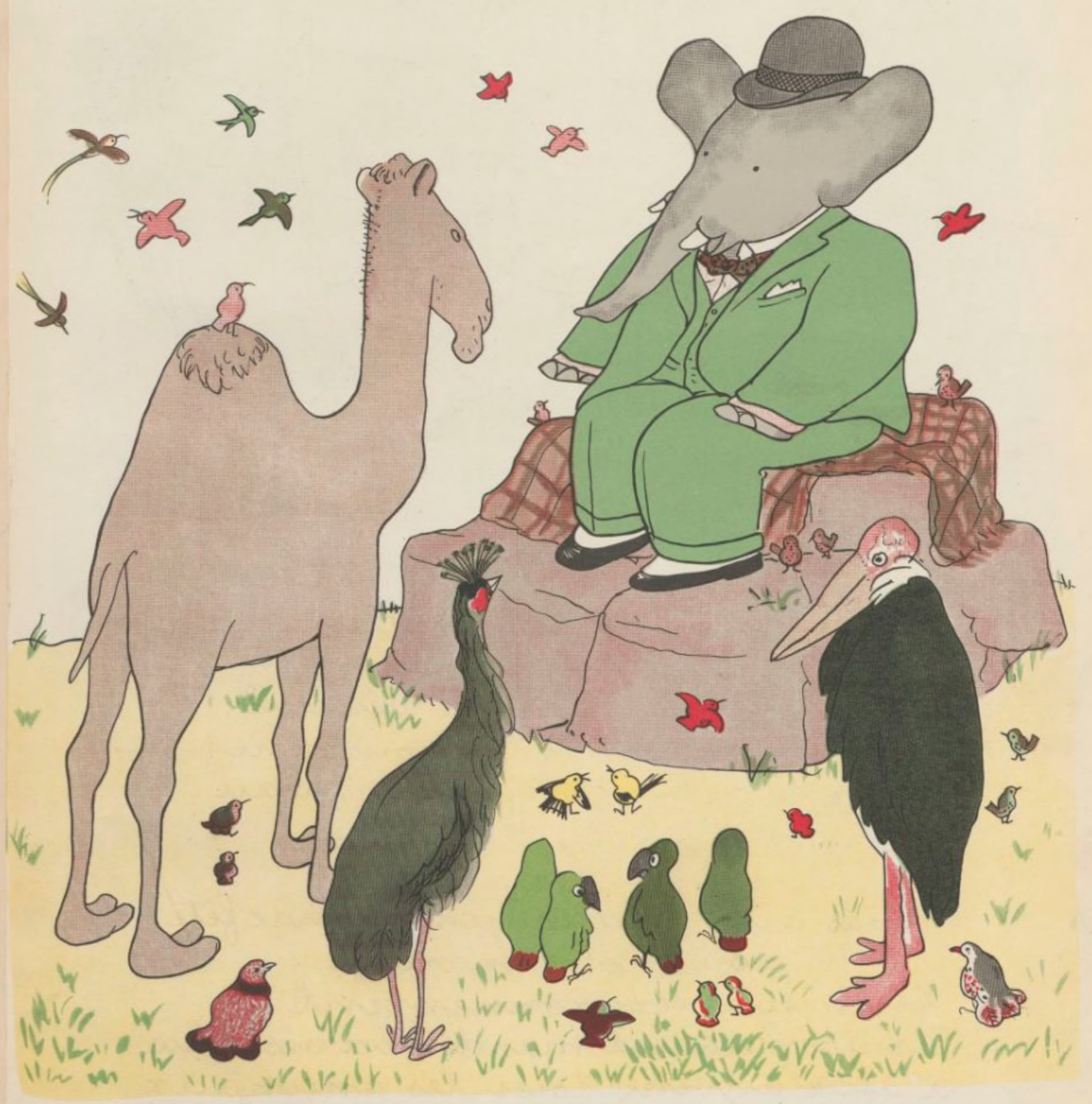